# Толкачёво (Себежский район)
Толкачёво, Толкачево — деревня в Себежском районе Псковской области России. Входит в состав Красноармейской волости.

## География
Находится на юго-западе региона, в восточной части района,  в пределах Прибалтийской низменности, в зоне хвойно-широколиственных лесов, между озёрами Бросовод, Калинково, Бохон, возле реки Неведрянка и озера Могильно (Могилинское). Рядом проходит федеральная трасса М-9 «Балтия».

## История
В 1941—1944 гг. местность находилась под фашистской оккупацией войсками Гитлеровской Германии.

## Население
| 2001 | 2002 | 2010 |
| ---- | ---- | ---- |
| 23   | ↗29  | ↘23  |

### Национальный и гендерный состав
Согласно результатам переписи 2002 года, в национальной структуре населения русские составляли 97 % от общей численности в  29 чел., из них 12 мужчин, 17 женщин.

## Инфраструктура
Личное подсобное хозяйство.
Основа экономики — сельское хозяйство.

## Транспорт
Деревня доступна автотранспортом. Съезд с автомагистрали «Москва—Рига» (М-9).
К северу от деревни расположена железнодорожная станция Нащёкино Октябрьской железной дороги. По состоянию на октябрь 2020 года по станции отсутствует движение пассажирских и пригородных поездов.